# Real Fábrica do Gelo

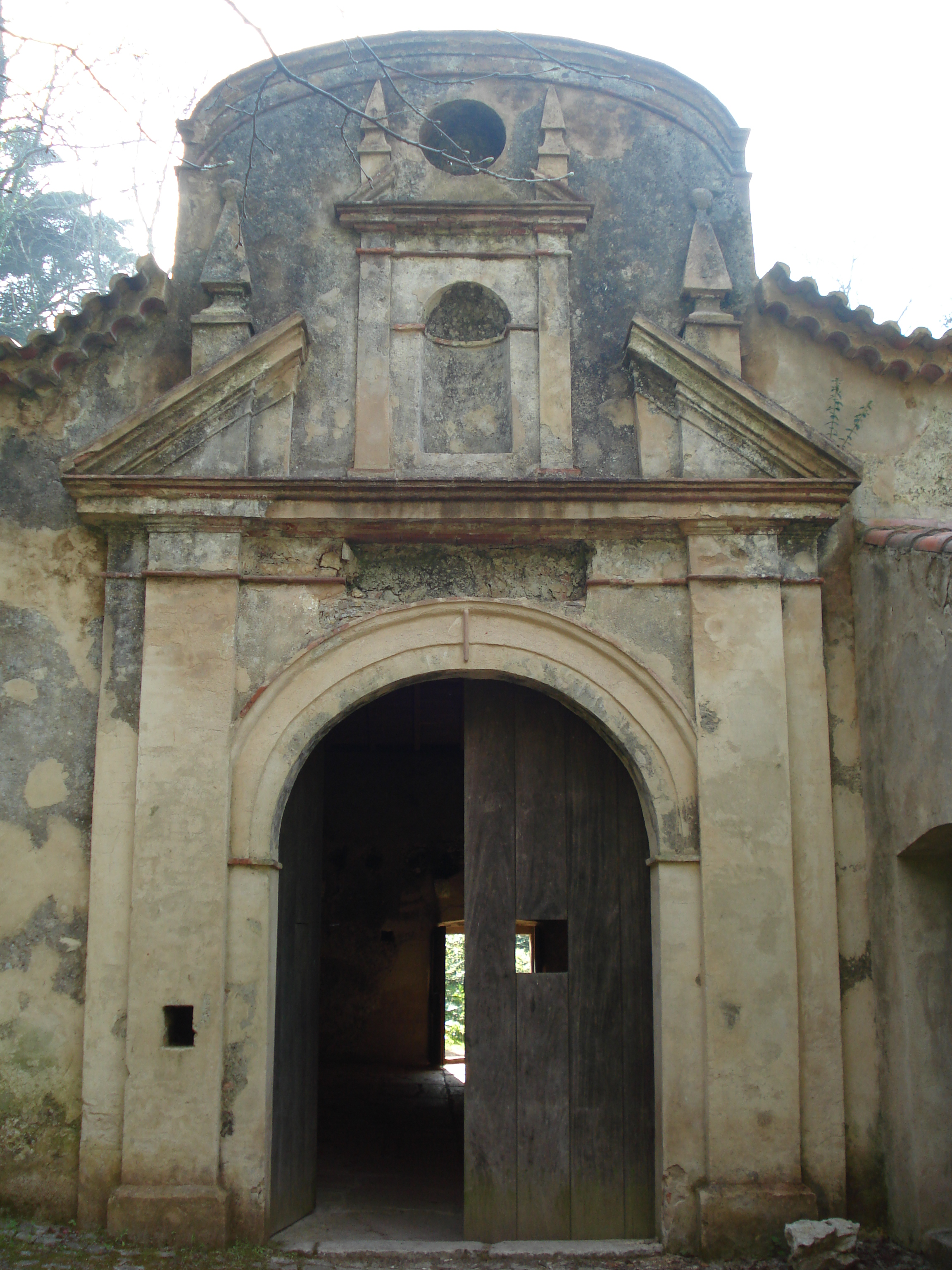
Real Fábrica do Gelo: portada.

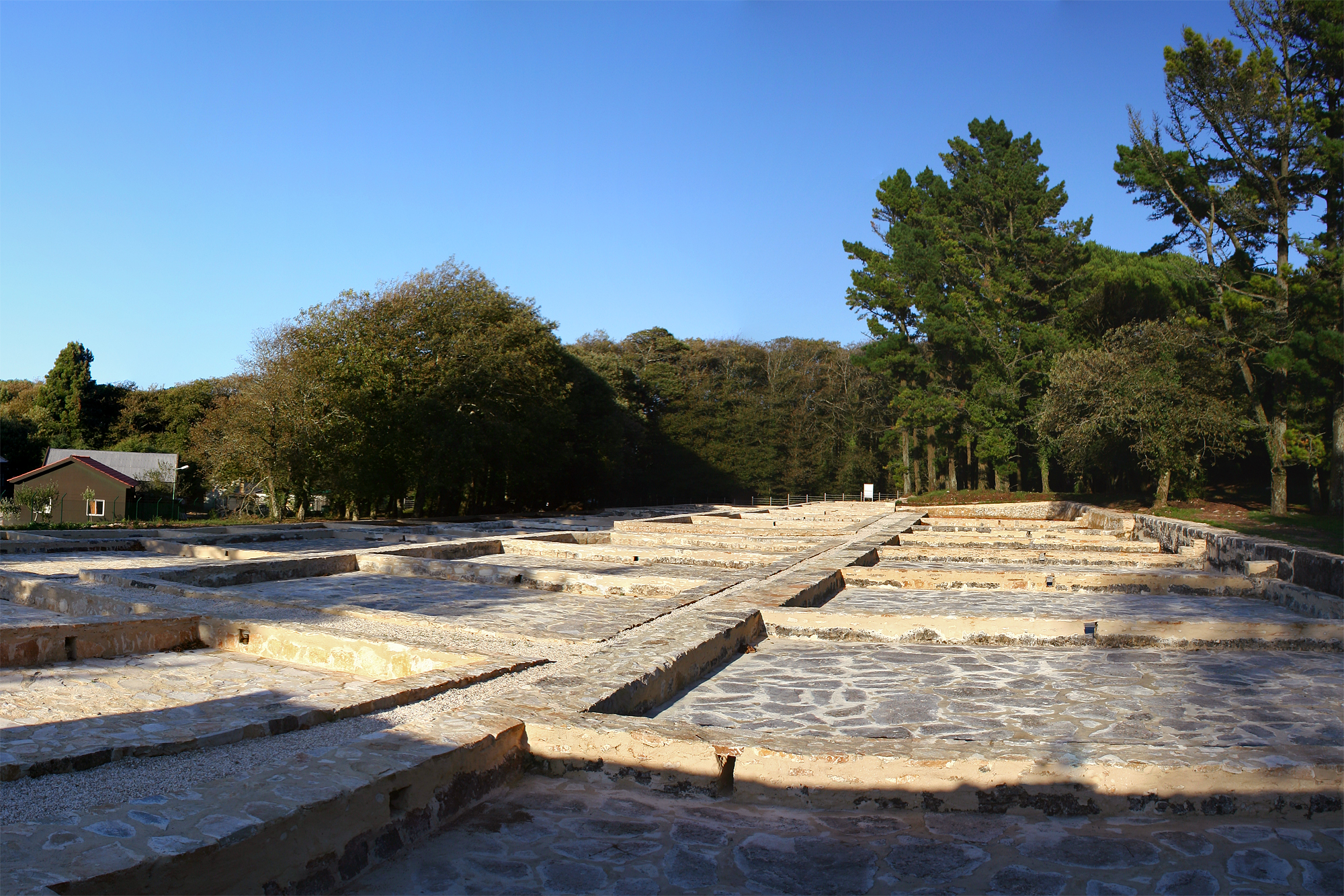
Real Fábrica do Gelo: tanques de congelamento.

A Real Fábrica do Gelo, também referida como Fábrica da Neve da Serra de Montejunto, localiza-se na serra do Montejunto, na freguesia de Lamas e Cercal do município do Cadaval, na região Oeste e distrito de Lisboa, em Portugal.
Única no país, é um dos raros exemplares de seu género existentes na Europa e, em termos de tecnologia, à época, uma das mais avançadas, estando classificada como Monumento Nacional português desde 1997.

## História
A edificação desta fábrica de gelo que abastecia a cidade de Lisboa é atribuída aos frades dominicanos, em época anterior a 1741. Terá custado 40 ou 45 mil cruzados, despesa elevada, à época. O consumo crescente do gelo no século XVIII, não apenas na Corte e no seio da nobreza, mas também nas camadas burguesas e populares, terá motivado a construção da Real Fábrica do Gelo em Montejunto, que seria a única serra, de entre um conjunto de elevações próximas de Lisboa, que oferecia as condições climatéricas necessárias à congelação da água durante a estação invernosa. Adicionalmente, a sua localização apresentava grandes vantagens sobre o principal centro abastecedor de neve, a serra do Coentral, situada na extremidade sul da serra da Estrela, e a Lousã.
Um dos seus principais proprietários, o Neveiro Real Julião Pereira de Castro, mandou fazer obras de ampliação no conjunto em 1782. O espanhol Julião Pereira de Castro, que explorava os poços de neve do Coentral, ficou também com a fábrica de Montejunto, garantindo desta forma o monopólio da exploração do gelo em Portugal. Além disso, o neveiro da casa real e a sua família eram proprietários de grande parte dos cafés da baixa de Lisboa. A sua filha e neto sucederam-lhe no negócio de fazer gelo natural.
O processo de fabrico do gelo tinha início anualmente no final de Outubro, momento em que se enchiam de água os cerca de 44 tanques da instalação. Assim que o gelo se formava, o guarda da fábrica ia a cavalo até à aldeia vizinha de Pragança e, com uma corneta, acordava as pessoas para que, antes do nascer do sol, num trabalho árduo e duro, partirem as placas de gelo, amontoando os fragmentos e depois os carregarem para os silos de armazenamento, onde era conservado até à chegada do Verão. Após retirados dos poços de conservação, os blocos de gelo eram envolvidos em palha e serapilheira e transportados até à base da serra, no lombo de burros e dali, em carros de bois, até à Vala do Carregado, às margens do rio Tejo. A última etapa era o transporte até Lisboa nos chamados "barcos da neve". Chegados a Lisboa, abasteciam desde a Corte até aos cafés.
A atividade terá terminado nos finais do século XIX, de acordo com o testemunho dos mais idosos da aldeia de Pragança, a qual seria, possivelmente, a principal fornecedora de mão-de-obra para a fábrica. De facto, encerrou-se em 1885, superada que foi pela introdução das primeiras formas de gelo industrializado no país.
Classificada como Monumento Nacional desde 1997, foi objeto de intervenção de conservação e revalorização por iniciativa da Câmara Municipal do Cadaval, com a colaboração do Instituto de Gestão do Património Arquitectónico e Arqueológico (IGESPAR), e reinaugurada em 27 de março de 2011.

## Características
O complexo fabril divide-se em duas áreas distintas, uma destinada à produção do gelo (então denominado como "caramelo") e a outra, distando desta para Sul cerca de 100 metros, à sua preparação, armazenamento e conservação.
A primeira área é atualmente constituída por dois poços para captação da água, uma casa onde eram acionadas as noras e que servia de armazém, um tanque principal para recepção da água e 44 tanques rasos onde era realizada a congelação da mesma.
Os tanques rasos foram construídos num desnível suave em três patamares, comunicando entre si por pequenas aberturas de secção rectangular situadas a 10 cm do fundo, de modo a permitir a acumulação da água até esta altura, estando separados entre si por passagens lajeadas, a fim de permitir o acesso fácil a todos eles. O seu enchimento revela uma técnica apurada: em primeiro lugar procedia-se ao enchimento do tanque principal até ao nível marcado com argamassa cor de rosa (medida que pode ser observada neste tanque e que correspondia à capacidade de água necessária para o enchimento dos tanques rasos), seguindo-se então o escoamento da água para estes mesmos tanques rasos.
A segunda área era destinada à preparação, armazenamento, conservação, preparação e embalamento do gelo, sendo constituída por um edifício apresentando fachada de decoração sóbria (ao gosto do século XVIII), dois silos para armazenamento e conservação do gelo e um outro para despacho do gelo já embalado. O edifício dos silos possui duas portas de acesso. Sobre a porta principal existia uma placa em pedra gravada que registava a compra e a reedificação da fábrica pelo neveiro da Casa Real, Julião Pereira de Castro, em 31 de Janeiro de 1782. Na parte superior da fachada, num pequeno nicho, existiu uma imagem, provavelmente de Santo António das Neves.
O pavimento do piso térreo é constituído por lajes calcárias, com inclinação para o centro de modo a permitir o escoamento da água proveniente do derretimento do gelo aquando da sua preparação em blocos. Em intervalos regulares possui pequenas covas de formato rectangular, o que sugere o encaixe dos pés de uma bancada onde os fragmentos de gelo eram compactados para formar blocos que posteriormente seriam armazenados e conservados nos silos. O edifício tinha ainda um piso superior, comprovado pelo facto de existirem encaixes de vigas, cachorros e um arco em tijoleira, actualmente destruído.
Os dois silos para armazenamento do gelo são muito diferentes entre si. O primeiro apresenta formato cilíndrico, com 9,40 metros de profundidade por 7,20 metros de diâmetro. O acesso ao interior fazia-se por duas portas, sendo a do lado Este, dupla. O fundo é lajeado e tem, em intervalos regulares de cerca de um metro, pedras calcárias com formato paralelipipédico com cerca de 30 cm de altura que serviriam para assentamento de um estrado de madeira sobre o qual era colocado o gelo, evitando assim o contacto com a água que derretia e escorria para o fundo do poço. Através de uma abertura triangular esta era escoada para o exterior. Esta pequena passagem encontra-se obstruída a cerca de um metro por grande quantidade de pequenas pedras que permitiam a infiltração da água mas impediam a circulação do ar no silo. Este silo possui ainda, ao nível do arranque da abóbada, uma "janela" que servia para escoamento do ar quente que se acumulava no seu interior durante os trabalhos.
O segundo silo, de formato rectangular, tem 4 metros de profundidade por 4 de largura e 6 de comprimento. O fundo é lajeado, como o primeiro, possuindo também as pedras de assentamento do estrado e abertura para escoamento da água.
O terceiro silo tem formato também rectangular e apresenta dimensões semelhantes ao anterior. Está construído exteriormente ao edifício; possui uma das portas a comunicar directamente com o exterior; não possuí fundo lajeado ou blocos de pedra para assentamento do estrado nem abertura para o escoamento da água. A sua função consistia no armazenamento dos blocos de gelo já processados e prontos a carregar no dorso dos animais de transporte. Este silo apresenta na abóbada, escrito na argamassa de revestimento das tijoleiras, a data de 1856. Todos estes silos possuem abóbadas em tijoleira e, sobre as portas, ganchos de ferro para suspensão de roldanas. Os silos de formato rectangular encontram-se adossados ao silo principal, sendo portanto de construção posterior.
O forno de cal, situado a Oeste deste complexo, terá sido construído para fornecer a cal com que eram feitas as argamassas que permitiram a construção do complexo, bem como para a caiação do interior dos silos, como medida de higiene.